# Peter Hoogland
Peter Hoogland (geboortenaam Franky De Bauw Kobbegem, 1961) is een Belgische presentator en diskjockey. Hij verwierf zijn meeste bekendheid toen hij het populaire jongerenprogramma Het Land van Hoogland presenteerde op TOPradio. Hoogland was ook dj's bij Radio Maeva, één van de pioniers van de vrije radio in België opgericht in 1981.

## Media
In november 2018 kwam Het Land van Hoogland kort terug op radiozender Joe ter gelegenheid van hun Celebrate The 90’s Top 900.
Vanaf september 2019 presenteerde Peter Hoogland iedere donderdagavond zijn eigen radioshow Nachtlawaai op de lokale zenders Radio I.R.O. en TROS FM.
Op 18 april 2001 stopt Peter Hoogland als presentator bij het netwerk TOPradio en wordt Creative Director.
In 2020 kondigden Geert De Lombaerde de terugkeer aan van Peter Hoogland met "Het land van Hoogland" tussen 22 en 24 uur op Be One.
In de media is vooral hij bekend voor zijn werken als:
- Radio -en tv
- Spots producer
- Marketing & communicatie verantwoordelijke Music Hall Group.
- Station Manager Jim Tv.
- Show "Het Land van Hoogland"
- Interviewer & Podcast producer

## Privé
Hoogland was van 1998 tot 2006 samen met Joyce De Troch maar op 4 mei 2006 kondigden Peter Hoogland en Joyce de Troch het einde aan van hun relatie.
In 2005 werd hij de CEO van Kursaal, wat instaat voor de organisatie en exploitatie van de zalen en evenementen. Begin 2011 nam Hoogland ontslag. Hoogland ging in 2022 aan de slag als cultural strategist bij reclamebureau June20.